# Batara tacheté
Thamnophilus punctatus
Espèce
Répartition géographique
Statut de conservation UICN

 LC  : Préoccupation mineure
Le Batara tacheté (Thamnophilus punctatus) est une espèce de passereaux de la famille des Thamnophilidae.

## Répartition et sous-espèces
Selon la classification de référence du Congrès ornithologique international (15.1, 2025) il se répartit en quatre sous-espèces (ordre phylogénique) :
- T. p. interpositus Hartert & Goodson, 1917 — piémont oriental des Andes colombiennes et vénézueliennes ;
- T. p. punctatus (Shaw, 1809) — bouclier guyanais ;
- T. p. leucogaster Hellmayr, 1924 — nord du Pérou : bassin versant du río Marañón ;
- T. p. huallagae Carriker, 1934 — nord du Pérou : bassin versant du río Huallaga.